# Белосток (Омская область)
Белосто́к — село в Одесском районе Омской области. Административный центр и единственный населённый пункт Белостокского сельского поселения.

## История
Основано в 1906 году. В 1928 году село Белостокское состояло из 341 хозяйства, основное население — русские. В административном отношении являлось центром Белостокского сельсовета Одесского района Омского округа Сибирского края.

## Население
| 1926  | 2010  | 2011  | 2012  | 2013  | 2014  | 2015  |
| ----- | ----- | ----- | ----- | ----- | ----- | ----- |
| 1842  | ↘1002 | →1002 | ↘997  | ↗1015 | ↗1036 | ↗1051 |
| 2016  | 2017  | 2018  | 2019  | 2020  | 2021  | 2023  |
| ↗1074 | ↗1090 | ↗1100 | ↗1105 | ↘1078 | ↘1049 | ↘1036 |